# 西原大学校
西原大学校（ソウォンだいがっこう、英称: Seowon University）は、忠清北道清州市西原区無心西路241に本部を置く大韓民国の私立大学である。1967年に設置された。

## 歴史
西原大学校は1967年12月に設置された清州女子初等大学が前身である。設立者の康基用は1954年に財団法人新羅学院を設立し教育現場の運営に携わっていた。1964年、新羅学院を雲湖学園に改編し清州女子初等大学を設置、初代学長に就任する。開校当時の学科は家政科、数学科、応用美術科、国文科の4学科であった。
その後、清州女子大学（1970年）、清州女子師範大学（1973年）、清州師範大学（1979年）と改編が重ねられ、1988年3月、西原大学となる。さらに1992年3月、総合大学に昇格し、現在の西原大学校となった。

## 組織

### 学部
- 師範大学
  - 国語教育科　英語教育科　教育学科　幼児教育科　倫理教育科　社会教育科　歴史教育科　地理教育科　数学教育科　科学教育科(生物)　体育教育科　コンピュータ教育科　音楽教育科
- 語学文学部
  - 国語国文学科　英語英文学科　ドイツ語ドイツ文学科　中国語中国文学科
- 法政学部
  - 法・警察学科　政治行政学科
- 観光広報映像学部
  - 観光広報学科　演劇映画科　文化コンテンツ専攻
- 経営大学
  - 経営学科　会計学科　経営情報学科　貿易学科　経済学科　金融保険学科
- コンピュータ情報通信工学部
  - コンピュータ工学科　情報通信工学科　マルチメディア工学科
- 食品科学部
  - 食品栄養学科　外食産業学科　茶学科
- 保健福祉学部
  - 臨床健康運動学科　レジャー運動管理学科　生活福祉学科
- 造形・環境学部
  - 建築学科　環境建設情報学科　衣類学科
- デザイン学部
  - デザイン学科　華芸デザイン学科
- 芸術学部
  - 美術学科　音楽学科
- 教養学部
  - 教養学部

### 大学院
- 教育大学院
  - 教育行政専攻　教育心理専攻　読書教育専攻　幼児教育専攻　国語教育専攻　英語教育専攻　倫理教育専攻　一般社会教育専攻　歴史教育専攻　地理教育専攻　商業情報教育専攻　数学教育専攻　生物教育専攻　家政教育専攻　電子計算教育専攻　環境教育専攻　体育教育専攻　音楽教育専攻　美術教育専攻
- 産業大学院
  - 建築学科　スポーツ健康科学科　産業デザイン学科　経営学科　化粧美容学科
- 情報通信大学院
  - コンピュータ工学　情報通信工学　マルチメディア工学